# Gerbillus
Gerbillus là một chi động vật có vú trong họ Muridae, bộ Gặm nhấm. Chi này được Desmarest miêu tả năm 1804. Loài điển hình của chi này là Gerbillus aegyptius Desmarest, 1804 (= Dipus gerbillus Olivier, 1801).

## Các loài
Chi này gồm các loài:
- - Gerbillus burtoni F. Cuvier, 1838
  - Gerbillus mauritaniae (Heim de Balsac, 1943)
- Phân chi Gerbillus
  - Gerbillus acticola Thomas, 1918
  - Gerbillus agag Thomas, 1903
  - Gerbillus andersoni de Winton, 1902
  - Gerbillus aquilus Schlitter & Setzer, 1972
  - Gerbillus cheesmani Thomas, 1919
  - Gerbillus dongolanus (Heuglin, 1877)
  - Gerbillus dunni Thomas, 1904
  - Gerbillus floweri Thomas, 1919
  - Gerbillus gerbillus (Olivier, 1801)
  - Gerbillus gleadowi Murray, 1886
  - Gerbillus hesperinus Cabrera, 1936
  - Gerbillus hoogstraali Lay, 1975
  - Gerbillus latastei Thomas & Trouessart, 1903
  - Gerbillus nancillus Thomas & Hinton, 1923
  - Gerbillus nigeriae Thomas & Hinton, 1920
  - Gerbillus occiduus Lay, 1975
  - Gerbillus perpallidus Setzer, 1958
  - Gerbillus pulvinatus Rhoads, 1896
  - Gerbillus pyramidum Geoffroy, 1825
  - Gerbillus rosalinda St. Leger, 1929
  - Gerbillus tarabuli Thomas, 1902
- Phân chi Hendecapleura
  - Gerbillus amoenus (de Winton, 1902)
  - Gerbillus brockmani (Thomas, 1910)
  - Gerbillus famulus Yerbury & Thomas, 1895
  - Gerbillus garamantis Lataste, 1881
  - Gerbillus grobbeni Klaptocz, 1909
  - Gerbillus henleyi (de Winton, 1903)
  - Gerbillus mesopotamiae Harrison, 1956
  - Gerbillus muriculus (Thomas & Hinton, 1923)
  - Gerbillus nanus Blanford, 1875
  - Gerbillus poecilops Yerbury & Thomas, 1895
  - Gerbillus principulus (Thomas & Hinton, 1923)
  - Gerbillus pusillus Peters, 1878
  - Gerbillus syrticus Misonne, 1974
  - Gerbillus vivax (Thomas, 1902)
  - Gerbillus watersi de Winton, 1901

## Hình ảnh

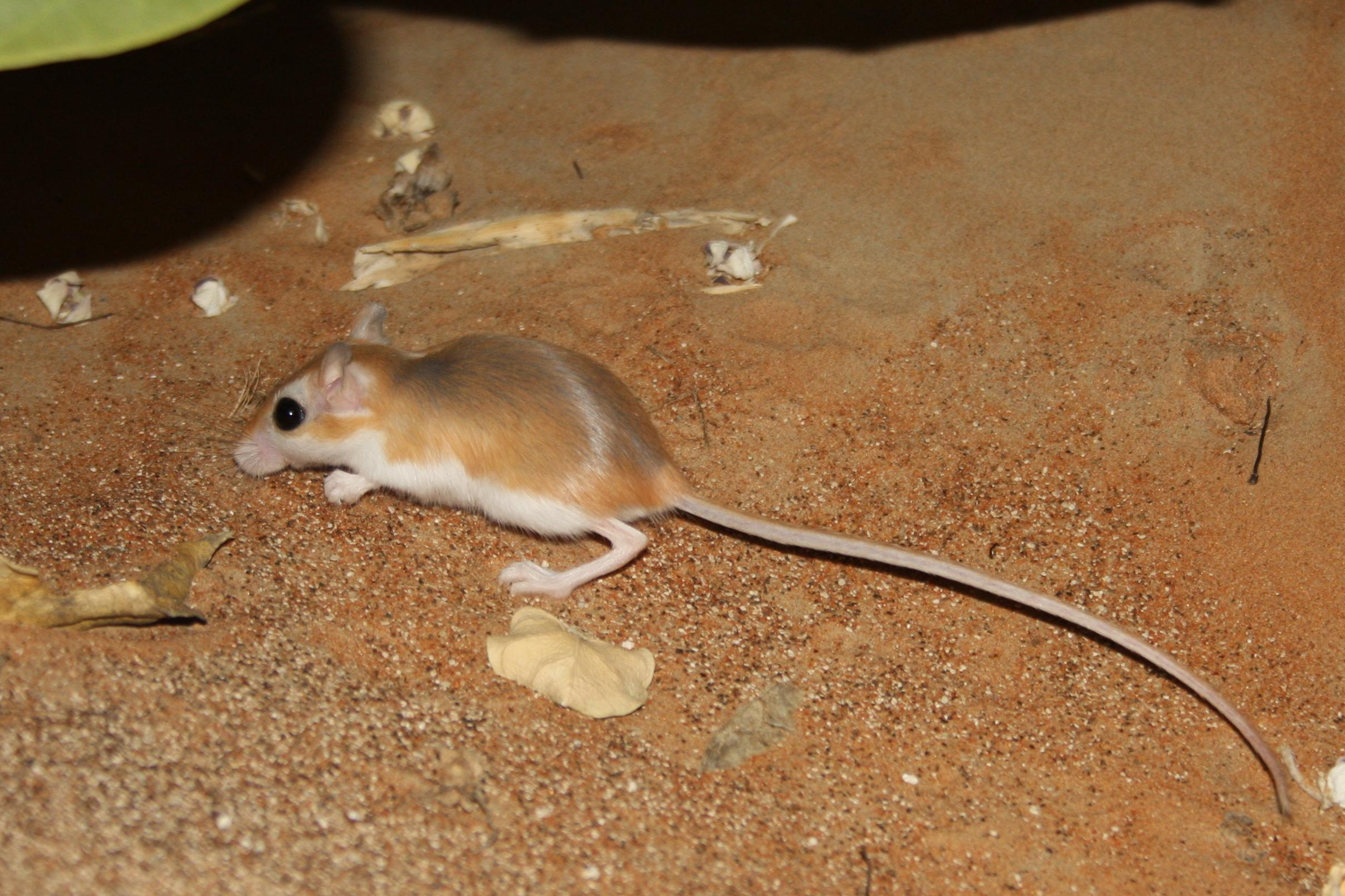
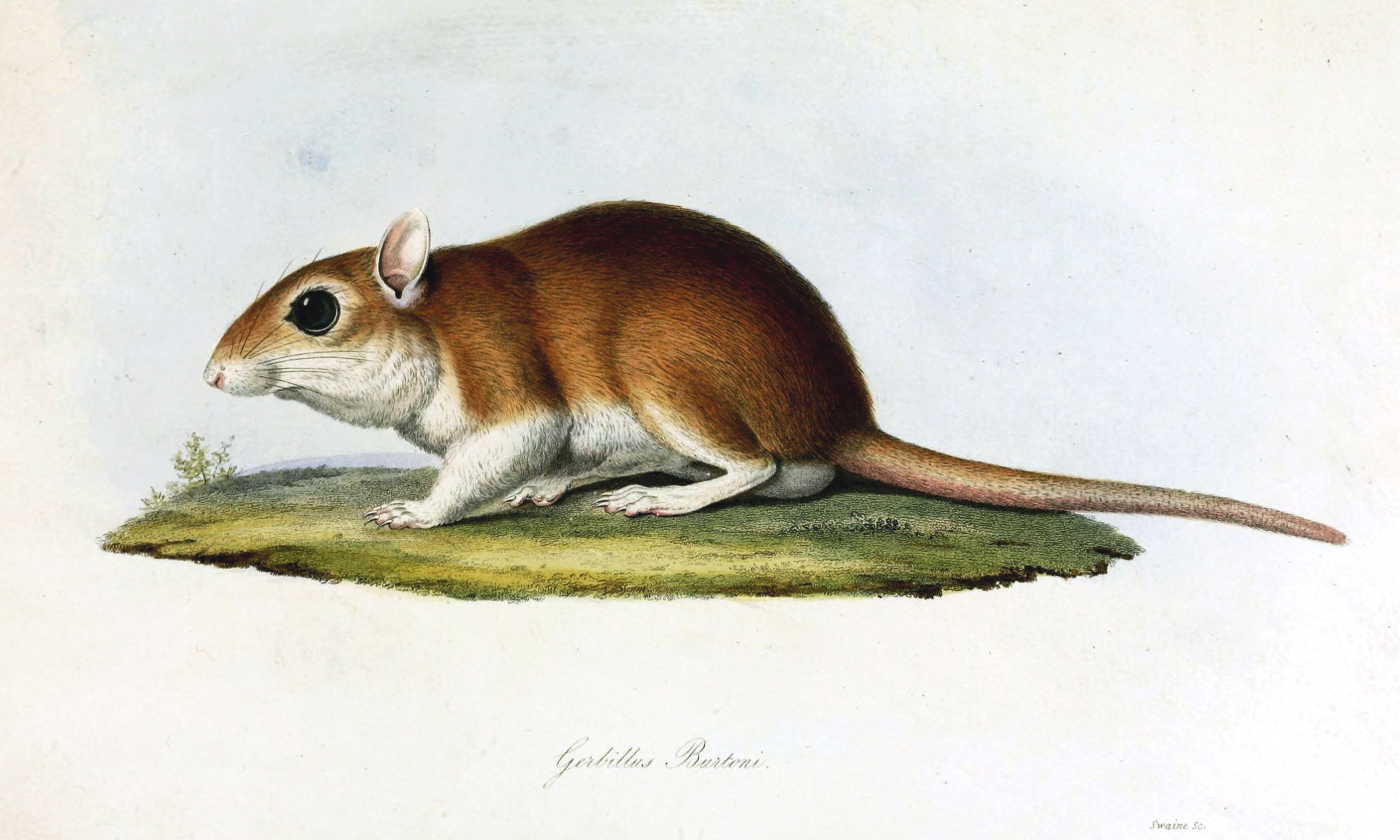
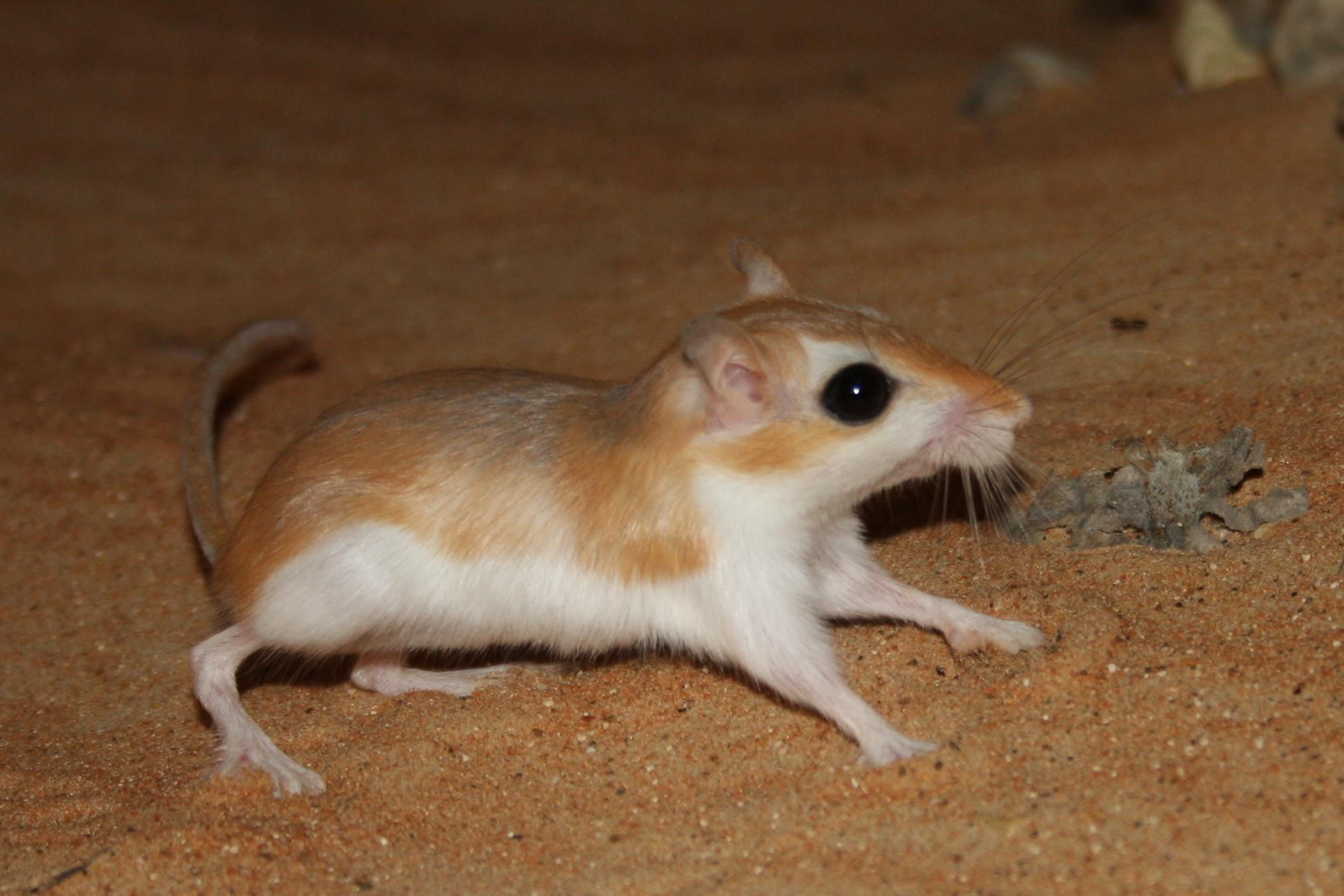